# L'Inconnu du lac
L'Inconnu du lac, conocida en idioma español como El extraño del lago (en México y República Dominicana) o El desconocido del lago (en España y resto de Hispanoamérica), es una película dramática francesa dirigida por Alain Guiraudie. Fue exhibida en la sección Un Certain Regard del Festival de Cannes de 2013, donde Guiraudie ganó como mejor director. En ese evento, el filme también obtuvo el premio Queer Palm, otorgado a las cintas con temática LGBT. Además, fue proyectada durante la sección Contemporary World Cinema del Festival de Cine de Toronto 2013.
En España fue estrenada en los cines subtitulada, fue distribuida en DVD por Karma film y se puede ver en Filmin.

## Argumento
Durante el verano, a la orilla de un lago rodeado por colinas y árboles y lejos de cualquier vivienda, varios hombres —mayoritariamente naturistas y homosexuales— acuden a recrearse. Los bosques cercanos al balneario son el lugar donde se llevan a cabo los encuentros sexuales en una atmósfera promiscua. Cada día, Franck deja su toalla en la blanca grava de la playa, donde conoce a Henri, cuya esposa acaba de abandonarlo, y a Michel, un guapo hombre por quien se siente inmediatamente atraído. Pero Michel es un asesino y Frank lo descubre al poco tiempo, cuando lo ve ahogando a Pascal, su actual pareja, en el lago. Ofuscado y temeroso, pero completamente hechizado por el homicida, Franck mantiene en secreto lo que ha visto, convirtiéndose en cómplice del hombre que tanto desea. Finalmente, se entrega y se enamora apasionadamente de Michel, sin embargo, todo el tiempo oculta su miedo en caso de que su amante se dé cuenta de que él sabe lo que hizo.

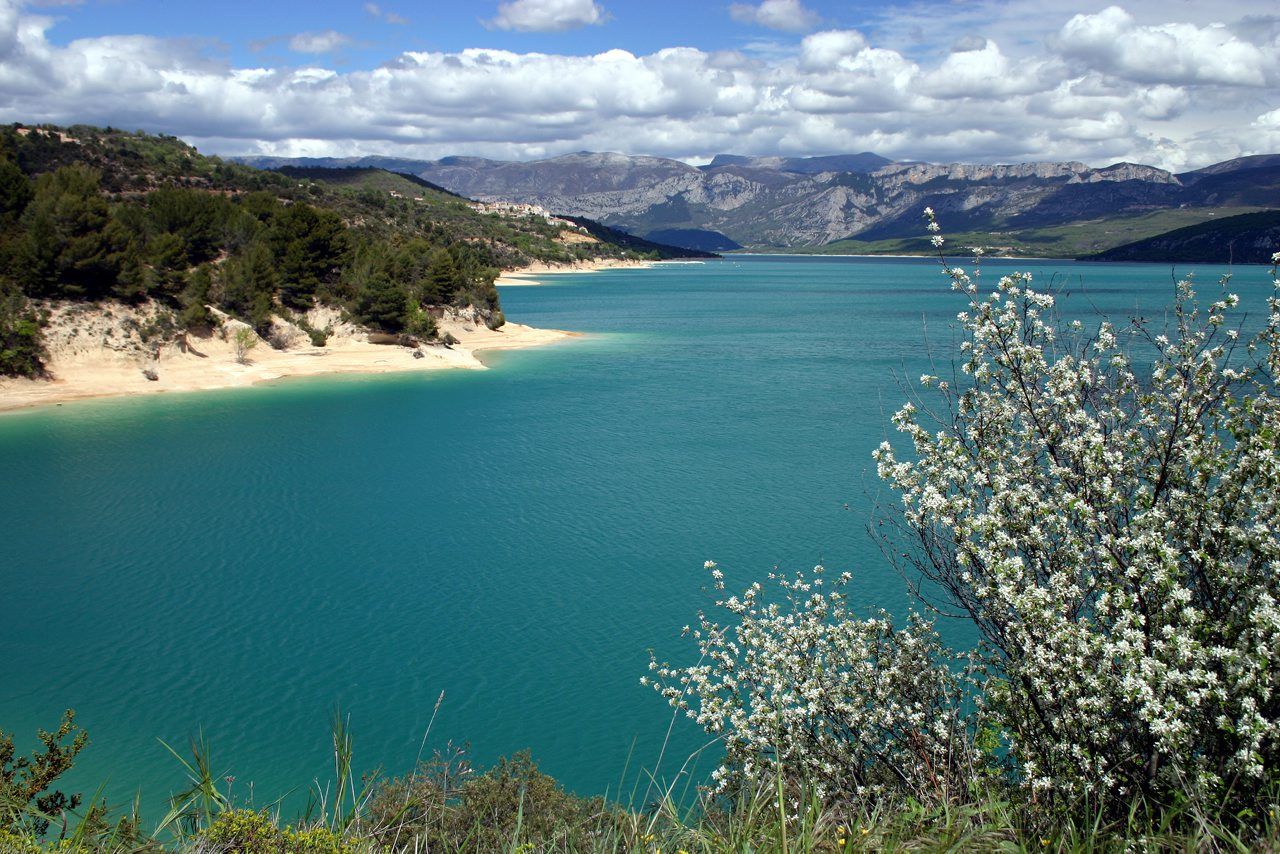
L'Inconnu du lac fue rodada en el lago de Sainte-Croix, en la región francesa de Provenza-Alpes-Costa Azul, en septiembre de 2012.

Dos días después, el cuerpo de Pascal es descubierto e identificado. Su muerte es considerada sospechosa, haciendo que un oficial de la policía se presente en la escena para interrogar a Franck y a Michel. Franck continúa protegiendo a Michel al declarar que no vio nada inusual la tarde en que el hombre se ahogó. Mientras el inspector sigue investigando, la relación entre Michel y Franck progresa, al punto de que Franck siente frustración ante la negativa de Michel de reunirse en otro lugar que no sea el lago. Henri, 
con quien Franck ha desarrollado una relación enteramente platónica hasta ese momento, tiene una intuición de lo que ha sucedido los últimos días y advierte a Franck sobre Michel. Franck tiene miedo, pero cuando su psicopático amante interrumpe la conversación, deja a Henri por Michel y se sienta junto a él en la playa.
Más tarde, Franck va nadar lejos de la orilla. Henri, aprovechando la ausencia de Franck, acude a Michel y le dice que está convencido de que la reciente muerte en el lago no fue un accidente, sino un asesinato cometido por él y que la policía lo averiguará tarde o temprano. Henri mira a Michel burlonamente, luego se para y dice que dará una vuelta por el bosque.
Franck, que aún nada en el lago, se voltea súbitamente hacia la orilla para ver que Michel y Henri han desaparecido. La playa está totalmente desierta ahora. Abrumado por un mal presentimiento, Franck nada hacia la orilla y se apresura hasta llegar al bosque. Ve a Michel abandonando un abultado arbusto detrás del cual está Henri muriendo y cubierto de sangre, ya que Michel lo ha degollado. Franck se quita la camiseta e intenta detener la hemorragia, pero Henri le hace entender que es muy tarde y que ya tiene lo que buscaba. Con Henri ya muerto, Franck entra en pánico y corre a esconderse en el bosque. Michel sigue al policía, a quien golpea violentamente y apuñala en el estómago con un cuchillo. Cae la noche y Franck continúa oculto en un arbusto desde donde puede ver al asesino pasar muy cerca, llamándolo y diciendo que quiere pasar la noche junto a él. Finalmente, Michel se adentra en el bosque y el peligro parece haber pasado, así que Franck sale de su escondite y comienza a llamar a su amante sin obtener respuesta. Se queda esperando en la oscuridad lleno de temor, solo acompañado por la vegetación y el silencio.

## Reparto
- Pierre de Ladonchamps como Franck.
- Christophe Paou como Michel.
- Patrick Dassumçao como Henri.
- Jérôme Chappatte como el oficial Damroder.
- Mathieu Vervisch como Eric.
- Emmanuel Daumas como Philippe.
- François Labarthe como Pascal Ramière.
- Gilbert Traïna.
- Sébastien Badachaoui.
- Gilles Guérin.

## Crítica
L'Inconnu du lac recibió opiniones generalmente positivas de los especialistas. En el sitio web Metacritic obtuvo 90 puntos sobre 100 sobre la base de 9 reseñas profesionales, lo que significa «ovación universal». En Rotten Tomatoes, en tanto, logró un 100% de aprobación sobre la base de 38 críticas. El consenso del sitio es:

Sexy, smart, and darkly humorous, Stranger by the lake offers rewarding viewing for adult filmgoers in search of thought-provoking drama.
Sensual, inteligente y de humor negro, Stranger by the lake ofrece una gratificante visión a los espectadores adultos que buscan un drama provocador.

En el sitio IMDb, donde los usuarios otorgan una calificación máxima de 10, promedió 7,1 sobre la base de 1784 votos. Por su parte, en FilmAffinity, donde la audiencia también asigna una calificación máxima de 10, la película obtuvo 6,7 sobre la base de 493 votos.

## Premios
| Año  | Categoría                                     | Nominado        | Resultado |
| ---- | --------------------------------------------- | --------------- | --------- |
| 2013 | Mejor película                                | Mejor película  | Nominada  |
| 2013 | Queer Palm                                    | Queer Palm      | Ganadora  |
| 2013 | Premio Un Certain Regard a la mejor dirección | Alain Guiraudie | Ganador   |

| Año  | Categoría                             | Nominado                              | Resultado |
| ---- | ------------------------------------- | ------------------------------------- | --------- |
| 2013 | Giraldillo de Oro a la mejor película | Giraldillo de Oro a la mejor película | Ganadora  |
| 2013 | Mejor dirección de fotografía         | Claire Mathon                         | Ganadora  |

| Año  | Categoría                 | Nominado                         | Resultado |
| ---- | ------------------------- | -------------------------------- | --------- |
| 2014 | Mejor película            | Mejor película                   | Nominada  |
| 2014 | Mejor dirección           | Alain Guiraudie                  | Nominado  |
| 2014 | Mejor actor secundario    | Patrick d'Assumçao               | Ganadora  |
| 2014 | Mejor esperanza masculina | Pierre Deladonchamps             | Ganador   |
| 2014 | Mejor guion original      | Alain Guiraudie                  | Nominado  |
| 2014 | Mejor sonido              | Nathalie Vidal y Philippe Grivel | Nominados |
| 2014 | Mejor fotogrtafía         | Claire Mathon                    | Nominada  |
| 2014 | Mejor montaje             | Jean-Christophe Hym              | Nominado  |

| Año  | Categoría                          | Nominado                           | Resultado |
| ---- | ---------------------------------- | ---------------------------------- | --------- |
| 2015 | Mejor película                     | Mejor película                     | Ganadora  |
| 2015 | Mejor dirección                    | Alain Guiraudie                    | Ganador   |
| 2015 | Mejor película en habla no inglesa | Mejor película en habla no inglesa | Ganadora  |
| 2015 | Mejor actor                        | Pierre Deladonchamps               | Nominado  |
| 2015 | Mejor actor secundario             | Patrick d'Assumçao                 | Ganador   |
| 2015 | Mejor actor secundario             | Christophe Paou                    | Nominado  |
| 2015 | Mejor guion original               | Alain Guiraudie                    | Nominado  |
| 2015 | Mejor fotografía                   | Claire Mathon                      | Nominada  |
| 2015 | Mejor montaje                      | Jean-Christophe Hym                | Nominado  |